# 兴文塔 (芦溪)
兴文塔位于中国江西省萍乡市芦溪县宣风镇茶垣村袁河边。始建于清道光二十三年（1843年），由萍乡敖家坊进士敖星煌提请修建并监修，在当时知县叶仲元支持下修建。.

## 塔名由来
命名为兴文塔的类似佛塔的建筑在中国为数众多，这种建筑物往往位于州城或县城的东南方向，因为按照历代习俗，东南方是主文的。大约凡是没有出过在全国有名的文人和大官的州县，为振兴地方文化，使以后能多出人才，都会筹资兴建文昌阁或兴文塔一类的建筑。从命名可见监修敖星煌希望振兴本地文化的良苦用心。

## 逸闻
为建造此塔，敖星煌先请本地风水先生找寻合适方位，又遍寻江西湖南一带熟悉建塔的能工巧匠参与建造。或许是机缘巧合，或许是风水有利。13年后诞生的才子文廷式，刷新了本地科举荣誉榜。文廷式在光绪十六年（1890年）的恩科殿试夺得第二名——榜眼( 不过他出生成长都在广东，因戊戌变法政争失败心灰意冷才回原籍萍乡，直到终老。)。

## 建筑数据
该塔七层八棱，高35米，占地面积31.4平方米，底层内空20.25平方米；塔的底层为石墙，厚1米，上为白泥砖砌成。兴文塔底部麻石全部为人工雕凿,每块重量估计有70KG-80KG,麻石间混有特制桐油。最顶部的葫芦状石雕，已受雷击部分损毁。